# Foussana
Foussana (arabiska: فوسانة) är en ort och kommun i Kasserineguvernementet i Tunisien. Folkmängden uppgick till nästan 8 000 invånare vid folkräkningen 2014.

## Geografi
Foussana befinner sig i den västra delen av Kasserineguvernementet, nära gränsen till Algeriet.

## Historia
Staden grundades 18 april 1975.